# Tropisternus quadristriatus
Tropisternus quadristriatus är en skalbaggsart som först beskrevs av Horn 1871.  Tropisternus quadristriatus ingår i släktet Tropisternus och familjen palpbaggar. Inga underarter finns listade i Catalogue of Life.